# 伪中国语
偽中國語（日语：／ nise Chūgokugo），是2009年發端，並於2016年左右於日本網際網路上流行的用語，是指將合乎文法的日文文句中去掉平假名與片假名，或是将假名替换成同音的汉字，留下日本漢字後所組成的詞句，其文法和詞語都是日文，但因為僅留下漢字後從外觀上很類似中文，因此稱為偽中國語。沒有學過日文的中文使用者可能可以讀懂片面意思。部份日本網友認為偽中國語打開了中國與日本網友的交流管道，使中日交流更為便利。有些地方則成立了「偽中國語研究會」。2024年12月10日，使用偽中国語的社交平台“对多”（日语：対多）发布后访问量暴增，使偽中国語再次在社交平台上流行。

## 例子
- 偽中國語：（＝）；中文：大大感謝／十分感謝／非常感謝（日語即非常之意）[7]
- 偽中國語：（＝）；中文：閣下明日去何處？／請問您明天要去哪裡？[1]
- 偽中國語：（＝）；中文：你的日文真好啊

## 外部連結
- http://news.livedoor.com/article/detail/11209487/（页面存档备份，存于） （日語）